# 水間公園
水間公園（みずまこうえん）は、大阪府貝塚市水間に位置する貝塚市営の都市公園（地区公園）である。

## 概要
1976年（昭和51年）に開設された面積5.4haの都市計画公園。（南部大阪都市計画 都市計画公園 4・4・208-1 水間公園）
水間寺の裏山、観音山の中腹に造成された。最寄り駅は水間鉄道水間観音駅。
360本のソメイヨシノが植樹されている。花見の時期の夜間にライトアップされる。

## 註釈
1. 1 2  南部大阪都市計画図（貝塚市）（平成24年1月31日現在）
2. ↑  わがまち再発見（平成16年掲載分）第34号　水間公園